# Eilema costipuncta
Eilema costipuncta là một loài bướm đêm thuộc phân họ Arctiinae, họ Erebidae.